# لینویل، ایلینوی
لینویل (به انگلیسی: Lynnville) یک روستا در ایالات متحده آمریکا است که در ایلینوی واقع شده‌است. لینویل ۰٫۲۰ کیلومتر مربع مساحت و ۱۱۷ نفر جمعیت دارد و ۱۸۵٫۰۲ متر بالاتر از سطح دریا واقع شده‌است.